# Amantes de Sião
Os Amantes de Sião, também Hovevei Zion (em hebraico:  חובבי ציון) ou Hibbat Zion (em hebraico:  חיבת ציון), foram uma variedade de organizações protossionistas fundadas em 1881 em resposta aos pogroms antijudaicos no Império Russo e oficialmente constituídas como um grupo na Conferência de Katowice (1884), organizada por Leon Pinsker em 1884.
Essas organizações são agora consideradas precursoras e fundadoras do sionismo moderno. Muitos dos primeiros grupos foram estabelecidos em países da Europa Oriental no início da década de 1880 com o objetivo de promover a imigração judaica para a Palestina e promover assentamentos judaicos lá, especialmente de natureza agrícola. A maioria deles não tinha natureza política.

## História

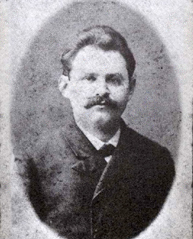
Isaac Leib Goldberg, fundador de Rishon Lezion

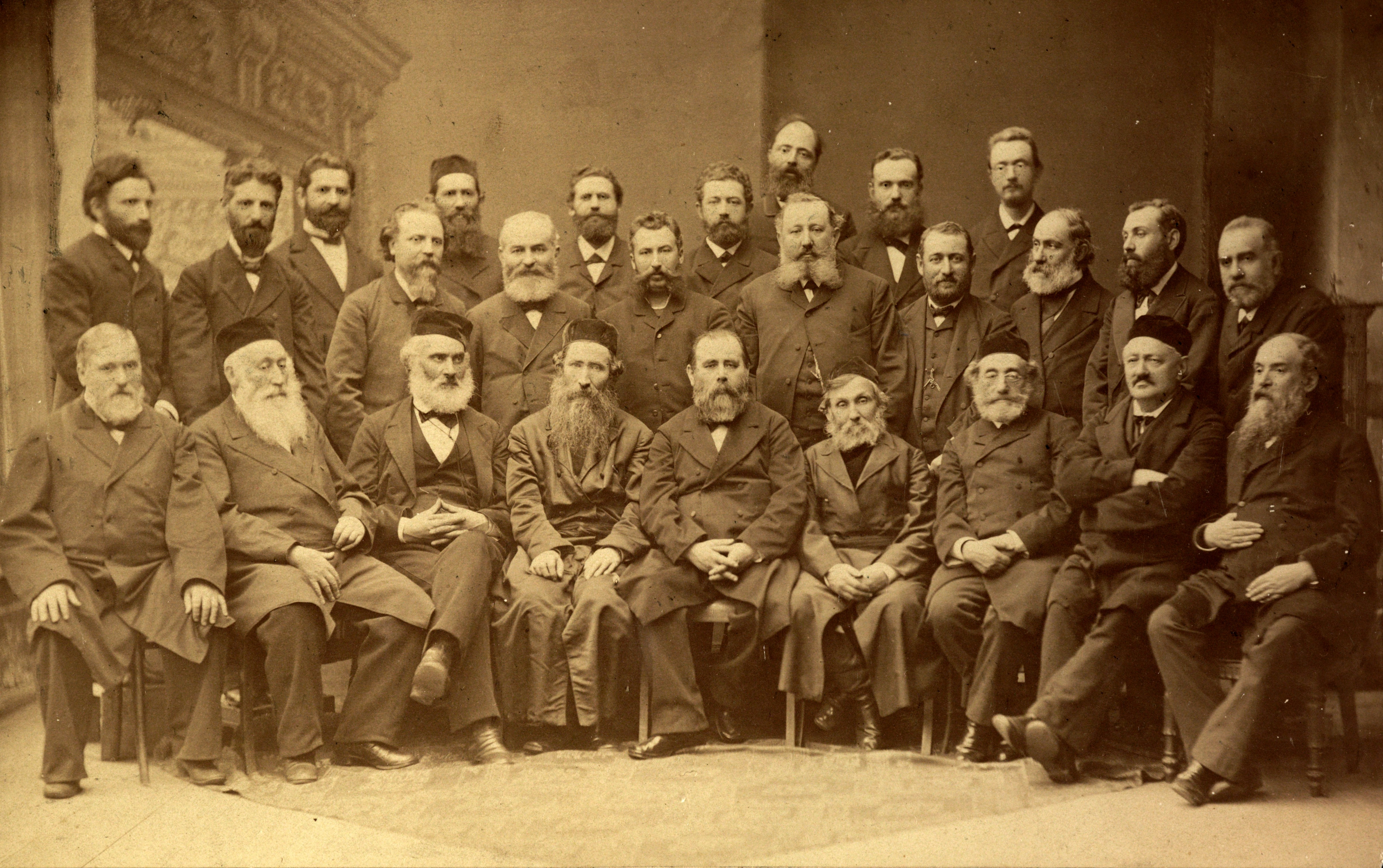
Participantes da Conferência de Katowice, 1884. No centro da primeira fila Rabino Samuel Mohilever e Leon Pinsker

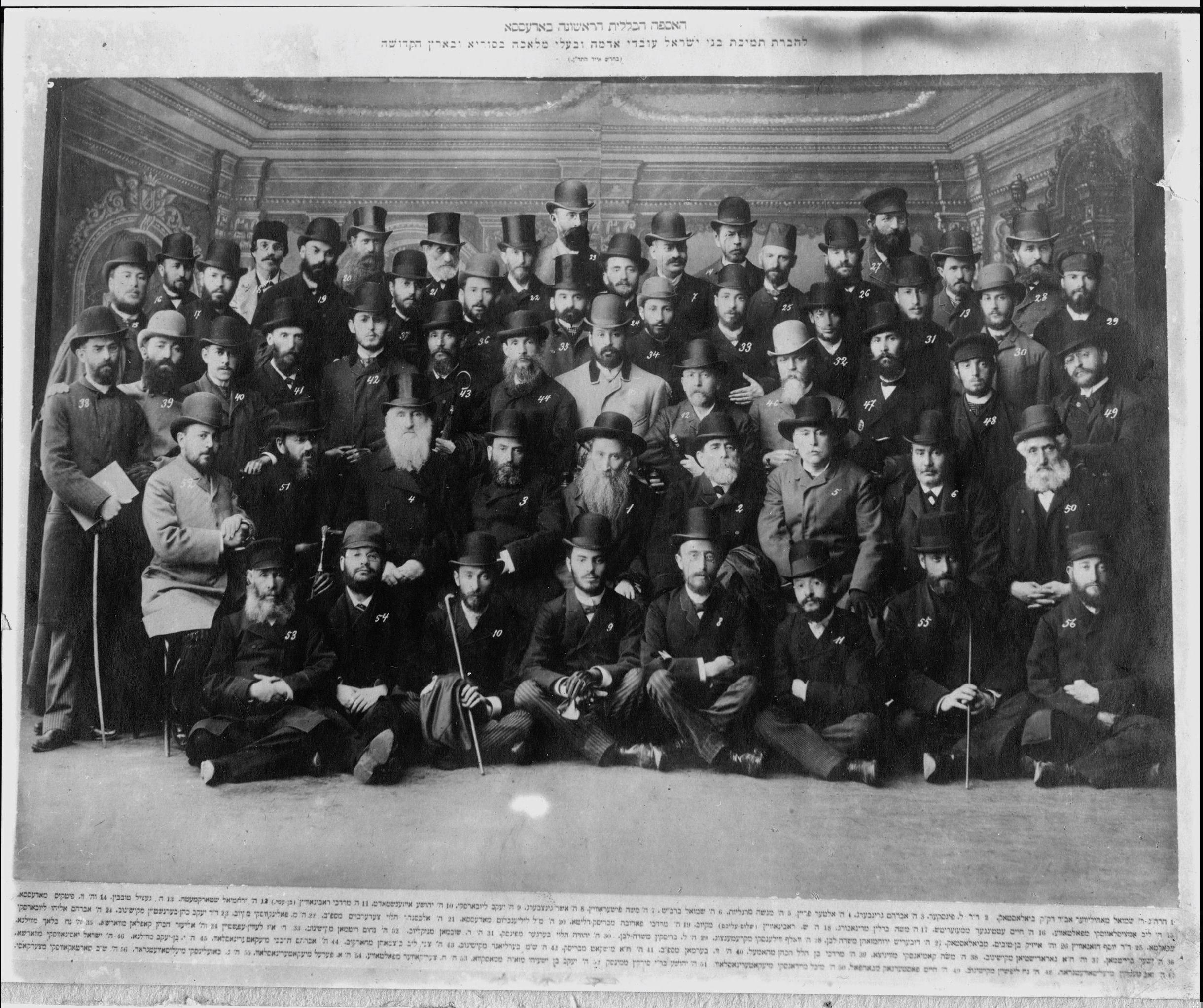
A primeira assembleia geral do Comitê de Odessa, 1890

Desde os primeiros séculos da Era Comum, a maioria dos judeus viveu fora da Palestina, embora ali também tivesse havido uma presença constante de judeus. De acordo com a Bíblia e o Judaísmo, Eretz Israel foi prometida aos judeus por Deus. A diáspora judaica começou em 586 AEC, durante a ocupação babilônica da Terra de Israel.
Em 1850, a Palestina tinha cerca de 350 mil habitantes. Aproximadamente 85% eram muçulmanos, 11% eram cristãos e 4% judeus.
Em 1854, Judah Touro deixou em seu testamento recursos para financiar assentamentos residenciais judaicos na Palestina. Sir Moses Montefiore foi nomeado executor de seu testamento e usou os fundos para uma variedade de projetos, incluindo a construção do primeiro asilo e assentamento residencial judeu fora da antiga cidade murada de Jerusalém em 1860, que hoje é conhecida como bairro Mishkenot Sha'ananim. Laurence Oliphant falhou numa tentativa semelhante de trazer para a Palestina o proletariado judeu da Polônia, Lituânia, Romênia e do Império Turco entre 1879 e 1882.
No Império Russo, ondas de pogroms de 1881-1884 (alguns alegadamente patrocinados pelo Estado), bem como as Leis de Maio antissemitas de 1882 introduzidas pelo czar Alexandre III da Rússia, afetaram profundamente as comunidades judaicas. Mais de dois milhões de judeus fugiram da Rússia entre 1880 e 1920. A grande maioria deles emigrou para os Estados Unidos, mas alguns decidiram formar uma aliá para a Palestina governada pelos otomanos.
Em 1882, um grupo de dez entusiastas do Hovevei Zion de Carcóvia, Ucrânia (então Império Russo), liderado por Zalman David Levontin e incluindo os notáveis filantropos Isaac Leib Goldberg e Reuven Yudalevich, fundou Rishon LeZion, primeiro assentamento sionista fundado na Terra de Israel pelo Novo Yishuv. Isto foi feito apesar dos obstáculos colocados pelo governo turco, que dificultava a compra de terrenos. Mais tarde, os pioneiros Bilu fortaleceram o assentamento e o ampliaram. Por muitos anos, os livros didáticos deram ao Bilu o crédito pelo estabelecimento de Rishon LeZion, mas nas últimas décadas, após uma campanha dos veteranos de Rishon e seus descendentes, o Hovevei Zion recebeu o crédito pela fundação da cidade.
Em 1883, Isaac Rülf redigiu o texto Aruchas bas-ami, que resumia o pensamento do grupo. No ano seguinte, 34 delegados se reuniram em Kattowitz, Alemanha (hoje Katowice, Polônia ). O rabino Samuel Mohilever foi eleito presidente e Leon Pinsker o diretor da organização que foi nomeada Hovevei Zion. O grupo tentou obter ajuda financeira do Barão Edmond James de Rothschild e de outros filantropos para ajudar os assentamentos judaicos na Palestina e para organizar cursos educacionais. Em junho de 1887, outra conferência foi realizada em Druskininkai.
O capítulo de Varsóvia foi fundado pelo iniciador do Esperanto, Ludwik Zamenhof, que estava trabalhando no primeiro livro de gramática iídiche já escrito, publicado sob o pseudônimo de "Dr. X" apenas em 1909, em Lebn un visnshaft, no artigo "Vegn a yidisher gramatik un reform em der yidisher shprakh".
Para obter o reconhecimento legal pelas autoridades, a filial russa da Hovevei Zion tinha de satisfazer uma exigência de registro como instituição de caridade. No início de 1890, seu registro foi aprovado pelo governo russo como "A Sociedade para o Apoio aos Agricultores e Artesãos Judeus na Síria e em Eretz Israel", que veio a ser conhecida como Comitê de Odessa. Dedicou-se aos aspectos práticos do estabelecimento de assentamentos agrícolas e os seus projetos em 1890-1891 incluíram ajuda na fundação de Rehovot e Hadera e na reabilitação de Mishmar HaYarden.
Um dos principais doadores foi o famoso comerciante de chá, Kalonimus Wolf Wissotzky, que fundou a maior empresa de chá da Rússia, a Wissotzky Tea. Wissotzky financiou colônias agrícolas na Palestina e visitou o país em 1884-1885. Mais tarde, publicou um livro sobre sua visita.
Em 1897, antes do Primeiro Congresso Sionista, o Comitê de Odessa contava com mais de 4.000 membros. Assim que o Congresso estabeleceu a Organização Sionista Mundial, a maioria das sociedades Hovevei Zion aderiram a ela.